# 덕성군
덕성군(德城郡)은 함경남도 북부에 있는 군이다. 본래 북청군에 속해 있다가 1952년에 신설되었다.

## 지리
서쪽은 신흥군, 남쪽은 홍원군과 북청군 동쪽은 리원군, 단천시, 허천군, 북쪽은 량강도 김형권군에 둘러싸인 내륙 지대에 위치하고 있다.
대부분 높고 험한 산악 지대이나, 남쪽으로 갈수록 낮아진다. 가장 높은 곳은 희사봉(2,117m)이다. 주요 강으로는 거서천, 곤파천, 통팔령천이 있다.
기온은 대체로 꽤 낮다. 군 면적의 89%가 숲으로 이루어져 있고 이 중 70%가 침엽수림이다. 이 때문에 벌목이 주요 산업 중 하나이다.

## 역사
1952년 12월, 북한의 행정구역 개편에 의해, 북청군의 덕성면의 일부 및 상차서면·하차서면·니곡면·성대면으로 이루어진 덕성군이 신설되었다(1읍 26리).

## 경제
지역의 경제는 제조업이 중심이지만 농업도 상당한 부분을 차지한다. 제조업은 지역 생산의 90%를 차지한다. 농작물로는 옥수수, 콩, 감자가 생산되고 주로 계곡을 따라 재배된다. 또한 과수원과 양잠도 행해진다. 철광석, 금, 형석, 마그네사이트가 매장되어 있고 수력 발전소도 있다.

## 교통
- 덕성선

## 행정 구역
덕성군은 1읍, 1구와 23리로 구성되어있다.
- 덕성읍 (德城邑)
- 철산로동자구 (鐵山勞動者區)
- 덕우대리 (㯖友坮里)
- 동중리 (東中里)
- 락원리 (樂園里)
- 보성리 (寶星里)
- 삼기리 (三岐里)
- 상돌리 (上乭里)
- 송중리 (松中里)
- 수서리 (水西里)
- 신태리 (新泰里)
- 신흥리 (新興里)
- 양승리 (陽勝里)
- 엄동리 (嚴東里)
- 엄서리 (嚴西里)
- 월근대리 (月近坮里)
- 인동리 (仁洞里)
- 임자동리 (荏子洞里)
- 장흥리 (獐興里)
- 주의동리 (主義洞里)
- 중돌리 (中乭里)
- 중동리 (中洞里)
- 직동리 (直洞里)
- 창성일리 (昌星一里)
- 창성이리 (昌星二里)

## 같이 보기
- 조선민주주의인민공화국의 지리
- 조선민주주의인민공화국의 행정 구역